# Willy Fog 2
Willy Fog 2 es una serie de animación española, producida en 1994, secuela de la serie original La vuelta al mundo de Willy Fog, de 1983, para conmemorar el décimo aniversario de la misma. Fue una producción de BRB Internacional, en coproducción con Wang Films, en asociación con Televisión Española. En esta segunda aventura, se adaptan dos relatos de Julio Verne: Viaje al centro de la Tierra y 20 000 leguas de viaje submarino, manteniendo como protagonistas a Willy Fog y sus compañeros de la anterior aventura, más un buen puñado de personajes.

## Argumento
La historia de Willy Fog 2 comienza seis meses después del final de La vuelta al mundo de Willy Fog. Sullivan, el eterno rival de Willy Fog, le reta esta vez a descubrir el camino secreto que lleva hasta el mismísimo centro de la Tierra. La clave está en un misterioso manuscrito en el que un tal Arne Saknussemm cuenta cómo consiguió llegar hasta las profundidades de nuestro planeta. Willy Fog y el resto de personajes se embarcan así en una aventura más allá del mundo que todos conocen.
Un trepidante viaje en el que tendrán que sortear peligrosos pozos sin fondo, esquivar violentas erupciones y enfrentarse a fieros dinosaurios, en los interminables pasillos de las grutas subterráneas.
Más tarde emprenderán otra aventura por el mar debido a un misterio sobre ataques de monstruos marinos, que resulta ser el submarino Nautilus capitaneado por Nemo.

## Personajes

### Principales
- Willy Fog: En esta ocasión apostará 20 000 libras a que consigue llegar al Centro de la Tierra en 70 días y encontrar pruebas del viaje de Arne Saknussem al centro de la Tierra. Más tarde vivirá una aventura submarina para resolver un misterio sobre ataques de un monstruo marino.
- Rigodón: Aunque disgustado, seguirá fielmente a su amo y amigo Fog en las nuevas aventuras que emprende.
- Tico: El alegre amigo de Rigodón emprenderá con mucho gusto las nuevas aventuras que se presentan.
- Romy: Casada con Willy Fog, acompañará a su marido y sus amigos en estas aventuras tras ser rescatada de su raptor Transfer.
- Profesor Lidenbrock: Nuevo personaje que recurre a Willy Fog para que le ayude a descifrar un manuscrito de Saknussem. Tras ser descifrado, lo acompañará en la aventura. Es un topo.
- Hans: Nuevo personaje que ayudará a Willy Fog y sus acompañantes en su viaje al centro de la Tierra. Es un oso polar.
- Ned Land: Nuevo personaje que acompañará a Willy Fog y sus amigos durante la aventura submarina y que trabaja de arponero. Es un tejón.
- Profesor Aronnax: Nuevo personaje que acompañará a Willy Fog y sus amigos durante la aventura submarina. Es un búho.
- Capitán Nemo: Nuevo personaje que raptará a Willy Fog y sus amigos durante la aventura submarina, a quienes acogerá en su submarino Nautilus. Es un gato.

### Secundarios
- Mr. Sullivan: Ahora dueño de una casa de apuestas, intentará sabotear la búsqueda del manuscrito de Saknussem emprendida por Fog y ganar la apuesta recurriendo otra vez a Transfer.
- Transfer: Mr. Sullivan recurrirá de nuevo a sus servicios para sabotear el viaje al Centro de la Tierra de Willy Fog, y lo intentará con la ayuda de dos secuaces.
- Arne Saknussem: Nuevo personaje sobre el que gira la primera parte de esta serie, era un alquimista islandés del siglo XVI que dejó una serie de pistas sobre su diario.
- Ralph: Como en la anterior serie, apoyará a Willy Fog en sus aventuras.

## Emisión en España
La serie fue emitida por La 1 de TVE de lunes a viernes, a las 8:45, entre el 30 de enero y el 6 de marzo de 1995, dentro del bloque infantil Ring, ring. 
En 2006 fue repuesta en Super Ñ (hoy desaparecido).

## Lista de episodios
N.º de episodios: 26

## Ficha de doblaje (España)
El equipo que se encargó de doblar las nuevas aventuras de Willy Fog, fue el mismo que se encarga de doblar la serie de Los Simpson. Las únicas voces que coinciden con la serie original son las de Willy Fog (Claudio Rodríguez) y Romy (Gloria Cámara).
- Claudio Rodríguez : Willy Fog
- Manuel Peiró : Rigodón
- José Moratalla: Tico
- Gloria Cámara: Romy
- Daniel Dicenta : Sullivan
- Eduardo Jover: Transfer
- Rafael Alonso Naranjo Jr.: Ralph
- Pedro Sempson : Profesor Lidenbrock
- Luis Marín : Hans
- Juan Luis Rovira: Arne Saknussemm
- Héctor Cantolla: Capitán Nemo
- Miguel Zúñiga: Ned Land
- Eduardo Moreno : Profesor Aronnax

## Crítica
Willy Fog 2 nunca llegó a tener el mismo éxito del original, debido a varios factores. Principalmente falló en el argumento, que aunque es interesante, los diálogos y situaciones carecen de emoción por su simpleza (la serie original, aunque también era infantil, poseía mejores diálogos y tramas). Por otro lado, la animación es bastante peor (el equipo de desarrollo fue otro distinto), y también carecía del encanto y situaciones cómicas del original.

## Edición en DVD
Planeta Junior editó a finales de 2005 la colección completa de Willy Fog, en un pack con 13 discos, que recopilaban tanto La vuelta al mundo de Willy Fog como su secuela, Willy Fog 2. Actualmente, este pack se encuentra en venta en diversas superficies comerciales.

## Otras ediciones
La misma distribuidora, Planeta Junior, lanzó a principios del año 2000 dos películas basadas en Willy Fog 2, tituladas Willy Fog: Viaje al centro de la Tierra y Willy Fog: 20.000 leguas de viaje submarino. Estas dos películas no eran más que capítulos de Willy Fog 2 acortados y montados para funcionar como película. El doblaje de ambas no era el mismo que en la serie de televisión.